# Scaleby Castle
Scaleby Castle er et country house, der ligger ilandsbyen Scaleby, Cumbria, England. Den oprindeilge borg på stedet blev opført i 1300-tallet og den blev udbygget i 1400-tallet, hvor den danede en stor fæstning.
UNde den engelske borgerkrig i midten af 1600-tallet blev den angrebet to gange af rundhovederne to gange, og den blev brændt. Den blev senere genopbygget for at blive den nuværende bygning.
I dag er det en listed building af første grad og et scheduled monument.
Det er sæde for Oliver Eden, 8. Baron Henley.